# Andrijiwka (Bachmut)
Andrijiwka (ukrainisch Андріївка; russisch Андреевка Andrejewka) ist ein Dorf in der ukrainischen Oblast Donezk mit 0 Einwohnern (Stand 2024). Es liegt ohne eigenen Bahnhof an der 1913 erbauten Bahnstrecke Charkiw–Horliwka, 11 Kilometer südlich vom Rajonszentrum Bachmut und 56 Kilometer nördlich vom Oblastzentrum Donezk entfernt.
Das Gebiet lag zunächst im russischen Gouvernement Jekaterinoslaw, war ab 1923 ein Teil der Ukrainischen SSR, seit 1991 dann Teil der heutigen Ukraine.
Am 26. Juni 2019 wurde das Dorf ein Teil der neugegründeten Stadtgemeinde Bachmut, bis dahin war es ein Teil der Landratsgemeinde Iwaniwske (Іванівська сільська рада/Iwaniwska silska rada) im Süden den Rajons Bachmut.
Im Zuge des Überfalls auf die Ukraine wurde der Ort Ende November 2022 von russischen Truppen eingenommen. Am 15. September 2023 im Laufe der Ukrainische Gegenoffensive 2023 war er wieder durch ukrainische Truppen befreit. Der im Januar 2025 vorgestellte Dokumentarfilm 2000 Meters to Andriivka zeigt die Rückeroberung des Dorfes durch eine von Westen kommende ukrainische Sturmbrigade.
Der weitgehend zerstörte Ort und die Region ist seit 2024 erneut unter russischer Kontrolle und wird als Teil der Volksrepublik Donezk beansprucht.